# Арамелевка
Араме́левка (рос. Арамелевка, башк. Арамелевка) — присілок у складі Благовіщенського району Башкортостану, Росія. Входить до складу Ільїно-Полянської сільської ради.
Населення — 193 особи (2010; 165 в 2002).
Національний склад:
- росіяни — 80 %

## Видатні уродженці
- Нелюбін Іван Якович — Герой Радянського Союзу.